# سيمون إيمرسون
سيمون إيمرسون (بالإنجليزية: Simon Emmerson)‏ هو منتج أسطوانات وملحن بريطاني، ولد في 12 فبراير 1956 في لندن في المملكة المتحدة.

## وصلات خارجية
- سيمون إيمرسون على موقع ميوزك برينز (الإنجليزية)
- سيمون إيمرسون على موقع ديسكوغز (الإنجليزية)